# Pterolophia biannulicornis
Pterolophia biannulicornis là một loài bọ cánh cứng trong họ Cerambycidae.